# Корсак-могила
«Корсак-могила» — ландшафтний заказник місцевого значення. Розташований у Приморському районі в південній частині Запорізької області. Корсак-Могила — це шість кам'яних виходів Приазовського кристалічного масиву дуже стародавніх за геологічним віком (1700–1800 млн років), та розташованих на лівобережжі річки Корсак, за півтора кілометра від с. Мануйлівки та за 20 км від Азовського моря. Загальна площа родовища — понад 100 гектарів. Цікава сама назва могили. Корсак татарською "лисиця", але, мабуть правильніша назва у цієї гори була раніше — Курсак-могила, що означає Живіт-гора. Вона дійсно здіймається на рівнині як живіт. 
У 1984 р. Корсак-Могилі на площі 76 га надано статус ландшафтного заказника місцевого значення, як ділянці з унікальною різноманітною степовою рослинністю.
Рослинний світ Корсак-Могили та Єлисеївського пегматитового кар'єру представлений степовими злаками: кови́ли, типчаки, пирії мятлики. Також зростають тюльпани, горицвіт, валеріана, чебрець, волошки, шавлії, полини та інші.

## Геологія

### Загальна геологія
Північний горб найвищий (133 м н.р.м.), він складений з грубозернистих залізистих кварцитів. На південь від цього пагорба розташовані три менших за розмірами — з виходами кварцитів та лімонітів. П'ятий пагорб досить великий з численними грядовими скелями, складений з різновидів кварциту та магнетиту. На шостому горбі на початку вівся видобуток залізної руди, тому він зритий шурфами й кар'єрами. Тут і нині збирають петрографічні й мінералогічні колекції.

### Видобуток залізної руди
На високий вміст заліза в руді вказував у своїх матеріалах відомий учений і мандрівник Петро-Симон Паллас, академік Петербурзької академії наук. Розвідка покладів руди була проведена в 1876 році. У 1893 році тут було організовано бельгійсько-російське товариство «Провіданс», яке почало розробляти родовище. Руду виймали з кар'єру, вантажили на підводи й вивозили на станції Єлизаветівка та Мелітополь. Добувати руду на Корсак-могилі перестали через початок Першої світової війни. На згадку про видобуток залишилися шурфи та кар'єри на одному з пагорбів. Тут і нині збираються мінералогічні колекції.

## Флора
Особливо мальовничою є ця ділянка навесні, коли цвітуть кущі таволга звіробоєлиста, карагани скіфської, Rosa balsamica, багаторічники та ефемероїди: деревій тонколистий, астрагал шерстистоквітковий, горобинець волосистий, перстач астраханський, шавлія поникла, чистець прямий, жовтець ілірійський, Thymus × dimorphus, тюльпан гранітний, валер'яна бульбиста. На верхівках могил серед поодиноких дерев чорної шовковиці, кущів чорної бузини трапляються фрагменти чагарничкових та ранньоосокових угруповань.
У фітоценотичному відношенні основу степу складають асоціації дернинних злаків, серед яких найпоширенішими є ковила волосиста, костриця валіська, грудниця волохата. Найтиповішим представником різнотрав'я є астрагал український. Найвища видова насиченість угруповань становить 40–50 видів на 100 м². З рідкісних видів, занесених до Червоної книги України (1996), тут зростають астрагал шерстистоквітковий, ковила волосиста, ковила Лессінга, ламкоколосник ситниковий. З тих, що охороняються на території Запорізької області, тут трапляються астрагал ріжковий, астрагал український, цибуля нерівна, Bellevalia speciosa, ефедра двоколоса, Gagea bohemica, півники карликові, валер'яна бульбиста.
Чагарникові степи представлені у заказнику відносно слабо. З чагарників тут росте рідкісний зникомий південнопричорноморський ендемік карагана скіфська. Часто трапляються костриця валіська (ценозоутворювач), ковила волосиста, Thymus × dimorphus та Koeleria cristata. 
Угруповання агломеративного характеру, якими є чебречники, у заказнику трапляються на недорозвинених та змитих щебнистих ґрунтах верхніх частин могил. Тут у складі рослинних угруповань переважають Thymus × dimorphus, грудниця волохата, самосил сивий. 
Крім того, між горбами у степу трапляється лишайник цетрарія степова, занесений до Червоної книги України.